# Luis Carlos Galán
Luis Carlos Galán Sarmiento (Bucaramanga (Colombia), 29 september 1943 – Bogota (Colombia), 18 augustus 1989) was een Colombiaans politicus. Hij was minister van Onderwijs en senator en werd als presidentskandidaat vermoord in opdracht van de drugscrimineel Pablo Escobar.

## Levensloop

### Activist en journalist
Galán werd geboren in een warm gezin. Hij was al op jonge leeftijd politiek actief. Op 14-jarige leeftijd nam hij deel aan protesten tegen het dictatoriale regime van president Gustavo Rojas en bracht een nacht in de cel door. Na de middelbare school ging hij rechten en economie studeren aan de Pontifical Xavierian Universiteit in de hoofdstad Bogota. In een vrij conservatieve omgeving identificeerde Galán zich vooral met het liberalisme. Na zijn afstuderen in 1965 ging hij werken voor de krant El Tiempo. Daar viel hij op door zijn goede, inhoudelijke stukken en hij werd opgenomen in het leidinggevende team van de krant.

### Politicus
Tijdens een interview in 1970 met de net gekozen president Misael Pastrana verklaarde deze tot Galáns grote verrassing dat hij wilde dat de journalist de nieuwe minister van Onderwijs zou worden. Galán ging hiermee akkoord. Hij stond een progressief en sociaal beleid voor, hoewel zijn ministerschap niet beschouwd werd als een succes. In 1972 werd Galán benoemd als de Colombiaanse ambassadeur in Italië en twee jaar later werd hij aangesteld als Colombiaans vertegenwoordiger bij de FAO. Wederom twee jaar later stelde hij zich kandidaat voor de Senaat en werd gekozen.
In de jaren zeventig en vooral de jaren tachtig was er sprake van steeds meer drugsgerelateerd geweld. De corruptie tierde welig. Veel ambtsbekleders werden omgekocht of vermoord door de verschillende drugssyndicaten. De grootste invloed ging  uit van het Medellínkartel dat onder leiding stond van Pablo Escobar. Galán was fel tegenstander van het vernietigende werk van de kartels.
Galán splitste zich in november 1979 af van de Liberale Partij en vormde de partij genaamd Nieuw Liberalisme (Nuevo Liberalismo). Hij stelde zich in 1981 verkiesbaar voor het presidentschap, maar verloor de verkiezingen. Toch haalde de partij ruim 10 procent van de stemmen, meer dan verwacht. Veel voormalige partijgenoten namen het Galán echter kwalijk dat hij zich had afgesplitst en dat op die manier  de liberale beweging verdeeld was geraakt. De verkiezingen werden mede daardoor gewonnen door de conservatief Belisario Betancur.
Kartelbaas Pablo Escobar probeerde te infiltreren in de partij van Galán. Galán wees deze toenadering, tot woede van Escobar, af voor een publiek van duizenden mensen. Bij de presidentsverkiezingen van 1986 hield Galán zich afzijdig van deelname om de Liberale Partij de ruimte te geven. Deze opzet slaagde en Virgilio Barco won het presidentschap. Het opende ook de weg voor een terugkeer van Galán naar zijn oude partij.

### Presidentskandidaat
Galán was intussen het geweld en de corruptie die veroorzaakt werd door de drugskartels van onder andere Escobar en zijn rechterhand Gonzalo Rodríguez beu. Hij vond de Colombiaanse overheid te zwak reageren en stelde zich daarom verkiesbaar voor het presidentschap richting de verkiezingen in 1990. Galán won de interne partijverkiezingen en was de officiële kandidaat voor zijn partij. Hij verklaarde dat hij de kartelbazen aan de Verenigde Staten zou uitleveren wanneer hij gekozen werd als president. In de peilingen steeg de populariteit van Galán tot boven de 60 procent.

### Aanslag
Veel van Galáns (politieke) vijanden maakten zich zorgen over diens snel groeiende populariteit. Galán en zijn gezin ontvingen steeds meer doodsbedreigingen. Verschillende mensen in zijn omgeving verloren het leven door moord. Galán besloot daarom vooral 's nachts te reizen en zijn publieke optredens te verminderen. Aanvankelijk zou hij een politieke rally in Soacha, een buitenwijk van Bogota, mijden, maar op het laatste moment bedacht hij zich en besloot toch te gaan. Terwijl Galán het podium opliep om een publiek van tienduizend man toe te spreken werd hij neergeschoten met een machinegeweer. Hij was vrijwel op slag dood.

### Nasleep
Volgens verklaringen van twee naaste medewerkers van Escobar waren hij en Rodríguez verantwoordelijk voor de aanslag. In 2011 werd een veroordeling door een lagere rechtbank tot 24 jaar gevangenisstraf voor Alberto Santofimio, een van de leiders van de Liberale Partij en voormalig minister van Justitie, door het Colombiaanse hooggerechtshof bevestigd. Santofiomio had namelijk de optie van een moordaanslag gesuggereerd in gesprekken met Escobar en Rodríguez. Op die manier zou hij zich ontdoen van een politieke rivaal. De veroordeling van Santofimio liet zo lang op zich wachtten omdat een van de betrokken bij de aanslag pas na 17 jaar zijn verklaring wijzigde. Veel van de andere directbetrokkenen bij de aanslag werden in de gevangenis of kort naar vrijlating vermoord. Verondersteld werd dat de opdrachtgevers van de aanslag (Escobar en Rodríguez) wilden verhinderen dat zij ooit tegen hen zouden getuigen.
Op voordracht van de familie van Galán verving César Gaviria hem als presidentskandidaat de Liberale Partij. Gaviria werd in 1990 ook gekozen als president van Colombia en ging in die rol de strijd aan met de drugskartels.
De oudste zoon van Galán, Juan Manuel, werd later ook senator.
- Gemeinsame Normdatei: 170585778
- International Standard Name Identifier: 0000 0000 8124 2837
- Library of Congress Control Number: n82127898
- Nederlandse Thesaurus van Auteursnamen: 13191250X
- Virtual International Authority File: 45653764
- WorldCat: E39PBJtMpqFKbHTgCRh4tW8wG3